# تود لونغ
تود لونغ (بالإنجليزية: Tod Long)‏ هو منافس ألعاب قوى أمريكي، ولد في 18 ديسمبر 1970 في أوكلاهوما سيتي في الولايات المتحدة.

## وصلات خارجية
- تود لونغ على موقع الاتحاد الدولي لألعاب القوى (الإنجليزية)